# Dujker czarny
Dujker czarny (Cephalophorus niger) – gatunek ssaka parzystokopytnego z rodziny wołowatych, zaliczany do plemienia dujkerów.

## Systematyka
Przeniesiony w 2022 roku z Cephalophus do Cephalophorus na podstawie analiz molekularnych i morfologicznych.

## Występowanie i biotop
Obecny zasięg występowania gatunku obejmuje południowe obszary Sierra Leone, Liberii, Wybrzeża Kości Słoniowej, Ghany, Beninu i Nigerii. Jego siedliskiem są tereny zalesione.

## Charakterystyka ogólna
Większość informacji o gatunku pochodzi z badań osobników trzymanych w niewoli.
| Podstawowe dane         | Podstawowe dane          |
| ----------------------- | ------------------------ |
| Długość ciała           | 80–100 cm                |
| Długość ogona           | 12–14 cm                 |
| Wysokość w kłębie       | ok. 50 cm                |
| Masa ciała              | 9–24 kg                  |
| Dojrzałość płciowa      | brak danych              |
| Ciąża                   | 126 dni                  |
| Liczba młodych w miocie | 1                        |
| Długość życia           | ponad 11 lat (w niewoli) |

### Wygląd
Ciało masywne, długie, osiągające przeciętnie 15–20 kg masy. Ubarwienie czarne lub brązowo-czarne, jaśniejsze na spodniej części ciała i wewnętrznej stronie nóg. Owłosienie dłuższe niż u większości dujkerów. Nogi krótkie, masywne. Ogon również krótki, z wierzchu czarny, spodem biały. Rogi występują u przedstawicieli obydwu płci.

### Tryb życia
Badacze nie są zgodni, czy dujker czarny prowadzi dzienny, czy też nocny tryb życia. Obserwowano jego aktywność w różnych porach doby. W naturze jest prawdopodobnie gatunkiem terytorialnym i prowadzi samotniczy tryb życia. Żywi się owocami, kwiatami i zielonymi pędami roślin.

### Rozród
Ciąża u tego gatunku trwa ok. 126 dni, na świat przychodzi zwykle jedno młode.

## Podgatunki
Nie wyodrębniono podgatunków dujkera czarnego.

## Znaczenie
Dujkery czarne są obiektem polowań.

## Zagrożenia i ochrona
Populacja tego gatunku w 1999 roku szacowana była na około 100 tys. osobników. Jej trend oceniany jest jako spadkowy. Gatunek nie jest objęty konwencją waszyngtońską CITES. W Czerwonej księdze gatunków zagrożonych Międzynarodowej Unii Ochrony Przyrody i Jej Zasobów został zaliczony do kategorii LC (najmniejszej troski).